# Kampfgeschwader 200
Das Kampfgeschwader 200 (KG 200) war ein spezieller Verband der Luftwaffe der Wehrmacht für besonders schwierige Kampf- und Transportaufträge sowie für die Erprobung und Nutzung von „Beutefluggerät“. Das Geschwader wurde mit Befehl vom 21. Februar 1944 aufgestellt. Die Geschwaderkennung war A 3.

## Aufgaben
Seinen Ruf als Geister-, Gespenster- oder Spionagegeschwader erwarb sich das Kampfgeschwader 200 durch Einsätze zum Absetzen und Versorgen von Agenten der Abwehr und später des Reichssicherheitshauptamts im feindlichen Hinterland. Zu den Einsätzen gehörte unter anderem das „Unternehmen Zeppelin“, bei dem Josef Stalin im Juli 1944 durch ein Attentat getötet werden sollte. Dem KG 200 oblagen zudem die Erprobung neuer Waffen, die Vorbereitung strategischer Angriffe mit Sonderwaffen wie z. B. der Mistel-Flugzeuge (Unternehmen Eisenhammer), die Bekämpfung wichtiger Ziele mit Spezialwaffen und der Transport von strategisch wertvollen Gütern mit Langstreckenmaschinen aus der von Japan besetzten Mandschurei. Auch Freiwillige für sogenannte Totaleinsätze der sogenannten Leonidas-Staffel wurden beim KG 200 ausgebildet, kamen aber durch Intervention des damaligen Geschwaderkommodores Werner Baumbach bei Hitler nicht mehr zum Einsatz.
Das „Unternehmen Zeppelin“ war eine eigenständige Organisation des Reichssicherheitshauptamtes, Amtsgruppe VI C, mit der Kurzbezeichnung „C/Z“ (siehe Geschäftsverteilungsplan des RSHA von 1941) und somit kein Kommandounternehmen des KG 200. In Bezug auf das geplante „Stalin-Attentat“ kam es u. a. zum Zusammenwirken von „C/Z“ (das die Agenten stellte) und dem KG 200 (welches das Flugzeug stellte).

## Geschichte
Das Kampfgeschwader ging aus dem mit Sonderaufgaben betrauten Versuchsverband des Oberbefehlshabers der Luftwaffe und der Transportkolonne XI OST hervor; das fliegende Personal bestand aus erfahrenen Besatzungen. Der Verband unterstand der Luftflotte Reich, an der Ostfront als fliegender Verband der Luftflotte 6 (v. Greim), und verfügte über einen Flugzeugpark von fast vierzig verschiedenen Typen, darunter Lastensegler und Wasserflugzeuge sowie amerikanische Douglas DC-3 und etwa zwanzig viermotorige Bomber Flying Fortress und Liberator. Die Absetzkommandos waren als selbstständige Einheiten unter Tarnnamen wie „Carmen“, „Clara“ oder „Olga“ über den deutschen Machtbereich verteilt; mit Langstreckentransportern Junkers Ju 290 wurden Agentenflüge bis in den Irak und die Kalmückensteppe unternommen. Auf dem Flugplatz Finow bei Berlin unterhielt das KG 200 eine Sonderwerft, wo seine Maschinen für Geheimaufträge ausgerüstet wurden.
Der Stab und Teile des Geschwaders wurden im April 1945 aufgelöst.

## Kommandeure

### Geschwaderkommodore
| Dienstgrad     | Name              | Zeit                                   |
| -------------- | ----------------- | -------------------------------------- |
| Oberst         | Heinz Heigl       | 21. Februar 1944 bis 15. November 1944 |
| Oberstleutnant | Werner Baumbach   | 15. November 1944 bis 6. März 1945     |
| Major          | Adolf von Hernier | 6. März 1945 bis 25. April 1945        |

### Gruppenkommandeure
I. Gruppe
- Major Karl-Edmund Gartenfeld, 1. Februar 1944 bis 19. April 1944[5]
- Major Adolf Koch, 19. April 1944 bis 3. Mai 1945[6]
- Major Theodor Queens, 4. Mai 1945 bis 8. Mai 1945[7]

II. Gruppe
- Major Hans Jungwirth, 21. Februar 1944 bis 11. Juli 1944[8]
- Hauptmann Günter Hurlin, 11. Juli 1944 bis 15. November 1944[9]
- Hauptmann Kurt Capesius, 16. November 1944 bis 29. November 1944[10]
- Hauptmann Horst Rudat, 30. November 1944 bis 8. Mai 1945[11]

III. Gruppe
- Major Helmut Viedebantt, 10. Januar 1945 bis 1. Mai 1945 †[12]

IV. Gruppe
- Hauptmann Günter Hurlin, 15. November 1944 bis Februar 1945[13]
- Major Wilhelm Kuschke, Februar 1945 bis 8. Mai 1945[14]

## Auszeichnungen
Bekannte Träger des Ritterkreuz des Eisernen Kreuzes oder höherer Stufen des Kampfgeschwaders 200.
| Name              | Dienstgrad | Einheit   | Ritterkreuz   |
| ----------------- | ---------- | --------- | ------------- |
| Thurnhuber, Josef | Leutnant   | I./KG 200 | 12. März 1945 |

## Bekannte Geschwaderangehörige
- Karl Düsterberg (1917–2014), gründete 1958 die Firma apetito in Rheine
- Horst Rudat (1920–1982), war von 1977 bis 1980, als Generalmajor der Luftwaffe der Bundeswehr, Kommandeur des Lufttransportkommandos
- Lothar Sieber (1922–1945), war ein Testpilot
- Peter Wilhelm Stahl (1913–2001), war Oberstleutnant der Luftwaffe der Bundeswehr und Luftfahrtautor